# Bathyphylax
Bathyphylax är ett släkte av fiskar. Bathyphylax ingår i familjen Triacanthodidae.
Kladogram enligt Catalogue of Life:
| Bathyphylax | \| \| Bathyphylax bombifrons \| \| \| \| \| \| Bathyphylax omen \| \| \| \| \| \| Bathyphylax pruvosti \| \| \| \| |
|             | \| \| Bathyphylax bombifrons \| \| \| \| \| \| Bathyphylax omen \| \| \| \| \| \| Bathyphylax pruvosti \| \| \| \| |
|             | Atrophacanthus |
|             | |
|             | Halimochirurgus |
|             | |
|             | Hollardia |
|             | |
|             | Johnsonina |
|             | |
|             | Macrorhamphosodes                                                                                                  |
|             | |
|             | Mephisto |
|             | |
|             | Parahollardia |
|             | |
|             | Paratriacanthodes                                                                                                  |
|             | |
|             | Triacanthodes |
|             | |
|             | Tydemania |
|             | |
|             | Bathyphylax bombifrons                                                                                             |
|             | |
|             | Bathyphylax omen                                                                                                   |
|             | |
|             | Bathyphylax pruvosti                                                                                               |
|             | |

|  | Bathyphylax bombifrons |
|  |                        |
|  | Bathyphylax omen       |
|  |                        |
|  | Bathyphylax pruvosti   |
|  |                        |